# Liste der Baudenkmäler in Kürten
Die Liste der Baudenkmäler in Kürten enthält die denkmalgeschützten Bauwerke auf dem Gebiet der Gemeinde Kürten im Rheinisch-Bergischen Kreis in Nordrhein-Westfalen. Diese Baudenkmäler sind in der Denkmalliste der Gemeinde Kürten eingetragen; Grundlage für die Aufnahme ist das Denkmalschutzgesetz Nordrhein-Westfalen (DSchG NRW).

| Bild                       | Bezeichnung                                                   | Lage                                                                        | Beschreibung | Bauzeit                                                            | Eingetragen seit  | Denkmal- nummer |
| -------------------------- | ------------------------------------------------------------- | --------------------------------------------------------------------------- | --- | ------------------------------------------------------------------ | ----------------- | --------------- |
| weitere Bilder             | St. Antonius Einsiedler                                       | Bechen Odenthaler Straße Karte                                              | Betonneubau von 1975 unter Integration von Teilen der Vorgängerkirche (1878): Turm (1897), Chor und Glasfenster, Teil der Säulen und Innenausstattung | 1878, 1897, 1975                                                   | 12.01.1984        | 4               |
| weitere Bilder             | Wegekreuz                                                     | Bechen Raiffeisenstraße Karte                                               | Wegekreuz; neugotisches Votivkreuz aus Sandstein, Sockel mit Inschrift und Jahreszahl, darüber hohes Astkreuz mit Steinkorpus. | 1873                                                               | 12. Januar 1984   | 54              |
| weitere Bilder             | Wegekreuz                                                     | Bechen Mühlenstraße - südl. Einmündung Wehrkotten Karte                     | großes Holzkreuz mit bauchig ausladenden Kreuzarmen, mit Darstellung der „Arma Christi“, in der Kreuzmitte das Schweißtuch der Veronika, darüber Darstellung der dreißig Silberlinge und des Hahnes; hölzernes Giebeldach. | um 1800                                                            | 12.01.1984        | 55              |
| weitere Bilder             | Wegekreuz                                                     | Bechen Kochsfeld 39 Karte                                                   | Votivkreuz aus Sandstein, rechteckiger Sockel mit Inschrift und Jahreszahl, darüber neugotisches Kreuz mit Spitzbogennische mit Madonnenfigur mit Kind und Kreuzblume, Kreuz mit Steinkorpus. | 1861                                                               | 12.01.1984        | 56              |
| weitere Bilder             | ehem. Wasserburg Haus Pohl                                    | Bechen–Pohl Raiffeisenstraße 70 Karte                                       | ehem. Wasserburg, erhalten: Herrenhaus, zweigeschossig, Fachwerk, bis auf die vordere Traufseite verschiefert, Krüppelwalmdach; ehem. Wassergräben zugeschüttet; moderne Wirtschaftstrakte | 17. Jh.; 1756                                                      | 30. April 1985    | 96              |
| Wegekreuz                  | Wegekreuz                                                     | Bersten Oberbersten Karte                                                   | Wegekreuz; Werkstein, Sockel mit Inschrift und Jahreszahl, Relief mit Anker, Herz und Kreuz, flache Nische mit Madonna mit Kind, Kreuz mit Steinkorpus; umfasst von schmiedeeisernem Gitter, unter alter Linde stehend | 1853                                                               | 12.01.1984        | 50              |
| Wegekreuz                  | Wegekreuz                                                     | Bersten Unterbersten Karte                                                  | Wegekreuz; Sandstein, Sockel mit Reliefdarstellung des Heiligen Wandels, darüber ornamentiertes Kreuz mit Heiliggeisttaube und Kruzifix, Gott Vater in den Wolken; Grabplatte und Oberteil des Sockels und Nische am Boden liegend | E.16.Jh.                                                           | 12.01.2984        | 72              |
| weitere Bilder             | St.-Andreas-Kapelle                                           | Biesenbach Karte                                                            | Wegekapelle; kleine Fachwerkkapelle, im 20. Jh. verkleidet und verputzt, in der Fassade Teile eines Grabsteines mit eingebaut: Sandstein mit bäuerlichem Kruzifix, über der Tür Sandsteinsturz mit Inschrift und Jahreszahl, an der rechten Seite kleine Holznische mit schmiedeeisernem Gitter, alte Nagelholztür mit kleinem Blickfenster mit Gitter in der Mitte; neues hohes Satteldach; im Innern neu gestaltet. | 1678, A. 20. Jh.                                                   | 12.01.1984        | 19              |
| weitere Bilder             | Wegekreuz                                                     | Miebach Wipperfürther Straße 202 Karte                                      | Wegekreuz; Votivkreuz, Sandstein, neugotischer Sockel mit Inschrift und Jahreszahl, Kreuz mit Metallkorpus, Spitzbogennische mit Madonna | 1901                                                               | 12.01.1984        | 59              |
| weitere Bilder             | ehem. Pfarrhaus                                               | Biesfeld Neuensaaler Straße 2 Karte                                         | weitgehend unverändertes zweigeschossige Gebäude aus massiver Grauwacke. Prägt zusammen mit der Kirche und dem langgestreckten Fachwerkbau das Ortsbild wesentlich. | 1915/16                                                            | 04.05.1987        | 111             |
| weitere Bilder             | Kath. Pfarrkirche Zur schmerzhaften Mutter                    | Biesfeld Neuensaaler Straße 1 Karte                                         | Prägt wesentlich den Ortskern zusammen mit den benachbarten Baudenkmälern Pfarramt und Gaststätte Küster. | 1908                                                               | 18.07.1988        | 114             |
| weitere Bilder             | Wohn- und Gasthaus sowie fünf alte Linden                     | Biesfeld Wipperfürther Straße 231 Karte                                     | langgestrecktes zweigeschossiges Fachwerkhaus mit Satteldach; regelmäßiger Baukörper mit 7:2 Achsen; Originale Inneneinrichtung (Vertäfelung der Gaststube, Türen und Treppen im Dielenbereich) weitgehend erhalten. Bedeutsam, weil die Gebäudefront mit seinen 5 alten Linden das Ortsbild wesentlich prägt und die Gastwirtschaft ortsgeschichtliche Bedeutung hat. | ca. 1860/70                                                        | 15.04.1994        | 123             |
| weitere Bilder             | Wegekreuz                                                     | Blissenbach Karte                                                           | Votivkreuz auf Sandstein, Sockel mit Inschrift, Jahreszahl und „Auge Gottes “,Nische mit reliefierter Nikolausfigur in Bischofsornat darüber Kreuz, Korpus fehlt. | 1844                                                               | 30.04.1985        | 102             |
| weitere Bilder             | Wegekreuz                                                     | Breibach Breibach (heute: in der Biesfelder Kirche) Karte                   | Wegekreuz; Eichenkreuz mit Darstellung der Marterwerkzeuge in den Kreuzarmen, 20 Silberlingen und Hahn, Muschelnische; stark verwittert | um 1800                                                            | 28.03.1984        | 79              |
| weitere Bilder             | Wegekreuz                                                     | Broch Broch 19 Karte                                                        | Wegkreuz; Werksteinkreuz, Sockel mit Inschrift und Jahreszahl, darüber Relief mit Johannes und Maria, Kreuz mit Steinkorpus | 1839                                                               | 12.01.1984        | 63              |
| weitere Bilder             | Wegekreuz                                                     | Broich Wipperfürther Straße Karte                                           | dreistufiges steinernes Wegekreuz; Sockel bezeichnet 1717; Kreuz bezeichnet 1793 mit Dornenkrone, Händen u.a.; zwischen Sockel und Kreuz ein Relief mit drei Figuren in einer Nische; vermutlich aus Teilen unterschiedlicher Objekte bzw. Phasen zusammengesetzt. | 1717, 1793                                                         | 30.04.1985        | 89              |
| Wegekreuz                  | Wegekreuz                                                     | Broichhausen Abzweig Dürschtalstraße/Broichhausen                           | Wegekreuz; Sockel mit Inschrift, ornamentierte Nische mit Madonnenrelief, Kreuz mit Steinkorpus mit Heilig-Geisttaube und Gott Vater, | 2. H. 18. Jh.                                                      | 12.01.1984        | 51              |
| weitere Bilder             | Fachwerkhaus                                                  | Büchel Büchel 11 Karte                                                      | Fachwerkhaus; zweigeschossiges breitgelagertes Fachwerkhaus, der linke Teil später angebaut und verändert, der rechte Teil mit zweifachvorkragendem OG, Zierfachwerk, an der Giebelseite mit halbkreisförmigen Streben, ab der Traufseite „Wilde Männer“. zur Gartenseite hin im 19.Jh. angebaut, steiles Walmdach mit neuer Bretterverschalung und veränderten Fenstern im Giebel, neue Dachdeckung. | 17. J.                                                             | 12.01.1984        | 18              |
| weitere Bilder             | Wegekreuz                                                     | Burgheim Burgheim 10 Karte                                                  | Wegekreuz; Votivkreuz, Sandstein, Sockel mit Bänderputz, große Rechtecknische mit Reliefdarstellung der Schlüsselübergabe an Petrus, Kreuz mit Steinkorpus; sehr bäuerliche Darstellung. | A. 19. Jh.                                                         | 12.01.1984        | 47              |
| BW                         | Wegekreuz                                                     | Dahl Dahl 50 Karte                                                          | Wegkreuz, 1858; Sandstein geschlämmt, Sockel mit Inschrift und Muschelnische mit Reliefdarstellung der Schmerzensmutter, Kreuz mit Steinkorpus (Kreuz abgelöst) | 1858                                                               | 12.01.1984        | 71              |
| weitere Bilder             | Evangelische Kirche Delling                                   | Delling Karte                                                               | klassizistische Saalkirche in Bruchstein, doppeltes Eingangsportal mit Dreiecksgiebel, zweigeschossiger Turm an der Ostseite mit Helmdach, umlaufende Gurtgesimse aus Sandstein; im Innern flache Kassettendecke aus Stück, von der zeitgenössischen Ausstattung erhalten: die Kanzel; spätbarocke Orgel aus Raubach. | 1831/34                                                            | 12.01.1984        | 12              |
| weitere Bilder             | Gemeindehaus Delling                                          | Delling Delling 16 Karte                                                    | zweigeschossiges Fachwerkhaus mit teilweise vorkragendem OG, in der 1.H. des 19. Jh. verschiefert und mit klassizistischen Schmuckformen versehen, wie Türrahmen und Klötzchenfries als Kranzgesims, beidseitig Eingänge (zur Straßenseite hin als Fenster umgestaltet), Fenster in nicht axialer Anordnung; im Innern verkleidete Balkendecke, Zwischenwände teilweise herausgenommen und zu Saalzwecken umgestaltet; stark renoviert. | 2. H. 18. Jh., 1. H. 19. Jh.                                       | 12.01.1984        | 13              |
| weitere Bilder             | ehem. Friedhof mit Grabsteinen                                | Delling hinter Kirche Karte                                                 | Hinter der Kirche befindet sich ein kleiner ehem. Friedhof mit 12 Grabsteinen | 1805 und E. des 19. Jh.                                            | 12.01.1984        | 23              |
| BW                         | Wegekreuz                                                     | Delling Delling 34 Karte                                                    | Wegekreuz; Votivkreuz aus Sandstein, Sockel mit Inschrift und Jahreszahlen, flache Rundbogennische mit Relief des Hl. Apollinaris, Kreuz mit Steinkorpus. | 1826, erneuert 1888                                                | 12.01.1984        | 74              |
| weitere Bilder             | Wegekreuz                                                     | Delling nördl. Delling 22 Karte                                             | Wegekreuz; reich ornamentiertes Votivkreuz, Sockel mit Reliefdarstellung des kreuztragenden Christus, Inschrift und Darstellung des Hl. Wandels, Rundbogennische mit Relieffigur in Bischofsornat, neueres Kreuz, Korpus fehlt. | 1780                                                               | 12.01.1984        | 75              |
| weitere Bilder             | Wegekreuz                                                     | Dörnchen neben Haus Kölner Straße 49 Karte                                  | Wegekreuz; Sandstein, Sockel mit Reliefdarstellung des Hl. Wandels, Inschrift mit Jahreszahl, darüber ornamentierte Nische mit flachem Muttergottesrelief, Kreuz mit der Hl.-Geist-Taube am Fußende, flacher Korpus, in der Kreuzspitze Gott-Vater-Darstellung auf Wolken mit Weltenkugel, flankiert von kleinen Stecksteinen mit Engelsköpfen. | 1780                                                               | 12.01.1984        | 46              |
| weitere Bilder             | Schieferhaus                                                  | Dörnchen Kölner Straße 49 Karte                                             | zweigeschossiges Schieferhaus auf nahezu quadratischem Grundriss, mit Mansarddach, schlichte klassizistische Tür- und Fenstereinfassung. | Um 1800                                                            | 30.04.1985        | 100             |
| weitere Bilder             | Wegekreuz                                                     | Durhaus Karte                                                               | hohes durch Dreieckgiebel überdachtes Kreuz auf hochgestrecktem Sockel mit tiefer Rundbogennische, im Sockel Uhrendarstellung mit Kelch, darüber in den Kreuzarmen die Arme Christi, das ganze Kreuz mit Ölfarbe bemalt. | 18. J.                                                             | 30.04.1985        | 87              |
| weitere Bilder             | St. Nikolaus                                                  | Dürscheid Kirchberg Karte                                                   | Westturm 1727; neugotische Saalkirche aus Bruchstein mit Querschiff, polygonalem Chor und vorgesetztem Westturm (M. 17.Jh., 1727 überarbeitet), Dachreiter; Querschiffseitenportale vermauert; im Inneren: nahezu Zentralbau mit zweijochigem Schiff, Gradgewölben auf Wanddiensten; neue Orgelempore im Westen; von der zeitgenössischen Ausstattung erhalten: Hauptaltar, Holzstatuen Maria, Nikolaus und Jakobus(?), alte Nageltür; an der Turminnenwand Relief mit Dornenkrönung (18.Jh.); an der Querschiffnordwand außen lebensgroßes Kruzifix aus Holz (18.Jh.) ? | 1727; 1895                                                         | 12.01.1984        | 5               |
| weitere Bilder             | Alte Vikarie                                                  | Dürscheid Wipperfürther Straße 113 Karte                                    | Alte Vikare; zweigeschossiges Fachwerkhaus, Wetterseiten mit Zierschiefer verkleidet, hoher Bruchsteinsockel zum Hang hin, Fenster mit Holzgewänden und Schlagläden, alte Holztür. | 2. H. 18. Jh.                                                      | 12.01.1984        | 7               |
| weitere Bilder             | Wegekreuz                                                     | Meiswinkel Meiswinkel 1 Karte                                               | Wegekreuz; Votivkreuz aus Sandstein, Sockel mit Inschrift und Jahreszahl, darüber flache Nische mit Relief des Hl. Severin in Bischofsornat und mit Kirchenmodell, Kreuz mit Steinkorpus. | 1859                                                               | 12.01.1984        | 53              |
| Wegekreuz                  | Wegekreuz                                                     | Dürscheid Winterberg / Einmünd. Durstenweg Karte                            | Wegekreuz; Votivkreuz aus Sandstein, Sockel mit Marmorplatte und Inschrift mit Jahreszahl, das Kreuz mit kleinem Metallkorpus | 1893                                                               | 12.01.1984        | 61              |
| weitere Bilder             | Friedhofskreuz                                                | Dürscheid Friedhof Karte                                                    | Friedhofskreuz (F. Sax); neugotisches Kreuz auf achteckigem Sockel, Astkreuz mit Korpus, Sandstein. | E. 19. Jh.                                                         | 12.01.1984        | 76              |
| weitere Bilder             | Fachwerkhaus, Gaststätte                                      | Dürscheid Wipperfürther Straße 111 Karte                                    | zweigeschossiges Fachwerkhaus mit Satteldach | erstmals 1626 erwähnt, 2.H. d. 19.Jh. nach Angaben des Eigentümers | 20.09.1984        | 86              |
| weitere Bilder             | Wegekreuz                                                     | Keller Keller 9 Karte                                                       | Sandstein, Sockel mit Inschrift, Jahreszahl und Weintraube, Muschelnische mit Madonnenrelief, Steinkreuz auf Totenkopf. | 1761                                                               | 30.04.1985        | 92              |
| weitere Bilder             | Wegekreuz                                                     | Eichhof Wipperfürther Straße 311 (Brücke) Karte                             | Wegekreuz; Votivkreuz, Sandstein in neugotischen Formen, achteckiger Sockel mit Dreifuß-Arkaden, darüber Konsolenfiguren mit Baldachin (St. Apolonia, St. Maria und St. Johannes) und Inschrifttafel mit Jahreszahl, darüber Kreuz mit Steinkorpus. | 1880                                                               | 12.01.1984        | 27              |
| weitere Bilder             | Wegekreuz                                                     | Eichhof Lindlarer Straße 37 Karte                                           | Wegekreuz, 1909; Sandstein verputzt, Sockel mit Inschrift und Jahreszahl, Ackerkreuz mit Steinkorpus, Bemerkung: linke Hand fehlt; Marmorplatte. | 1909                                                               | 12.01.1984        | 48              |
| BW                         | Wegekreuz                                                     | Eichhof Grundermühle 4 Karte                                                | Votivkreuz aus Sandstein, Sockel mit Inschrift, Jahreszahl und Relief des Hl. Rochus, darüber flache Rundbogennische mit Relief des hl. Rochus mit Steinkorpus und Inschrift: „es ist vollbracht“. | 1849                                                               | 12.01.1984        | 49              |
| weitere Bilder             | Wegekreuz                                                     | Engeldorf Heiligenstock                                                     | Heiligenstock/Wegestock, Sandsteintafel mit Kreuzesdarstellung, auf modernem Holzsockel aufgestellt und von Holz umgeben. | 18. Jh.; 20.Jh.                                                    | 12.01.1984        | 69              |
| weitere Bilder             | Wegekreuz                                                     | Engeldorf Zur Linde 38                                                      | Votivkreuz auf Sandstein, Sockel mit Inschrift und Jahreszahl, darüber Kreuz mit Herz und Anker, flache Rundbogennische mit Reliefdarstellung des hl. Wilhelm und der hl. Margarete, Kreuz mit Steinkorpus. | 1871                                                               | 08.04.1986        | 107             |
| weitere Bilder             | Wegekreuz                                                     | Engeldorf Zur Linde Karte                                                   | Votivkreuz aus Sandstein, Sockel mit Inschrift, Muschelnische mit Madonna, Kreuz mit Steinkorpus | 1830                                                               | 16.04.1991        | 117             |
| weitere Bilder             | Wegekreuz                                                     | Engeldorf Offermannsheider Str. (Dorfplatz) Karte                           | Votivkreuz aus Sandstein, hoher Sockel mit Inschrift und Jahreszahl, flache Rundbogennische mit Relief Johannes des Täufers, darüber Kreuz mit Steinkorpus, am Kreuzfuß flache Mariendarstellung. | 1863                                                               | 13.09.1993        | 122             |
| weitere Bilder             | Wegekreuz                                                     | Enkeln Karte                                                                | Wegekreuz; sog. Ablasskreuz, Sandstein in neugotischen Formen mit Kreuzdach, Nische mit Inschrift, Kreuz mit Steinkorpus; umgeben von schmiedeeisernem Gitter | 1898                                                               | 12.01.1984        | 45              |
| weitere Bilder             | Fachwerkhof                                                   | Erlenbusch Erlenbusch 1 Karte                                               | Zweigeschossiges, verschiefertes Fachwerkwohnhaus; Krüppelwalmdach, traufseitiger Eingang mit klassizistischer Tür und betonenden Bäumen; aus volkskundlichen und wissenschaftlichen Gründen (Heimat- und Siedlungsgeschichte, Baugeschichte und Hausforschung) bedeutend für die Geschichte des Menschen und des Bergischen Land | A. 19. Jh.                                                         | 30.04.1985        | 95              |
| weitere Bilder             | Wegekreuz                                                     | Forsten Karte                                                               | Wegekreuz; Sandsteinkreuz, Sockel mit Inschrift, Jahreszahl und flacher Reliefdarstellung des Hl. Wandels, ornamentierte Muschelnische mit Reliefdarstellung eines Bischofs (HAPRORATSS =?Apollinaris), reich ornamentierte Kreuz mit Heiliggeisttaube, Christus auf dem Totenschädel und Gott-Vater-Darstellung; flankiert von Stecksteinen mit Engelsköpfen, rückwärtig alte Buche. | 1773                                                               | 12.01.1984        | 64              |
| weitere Bilder             | zweigeschossiges Fachwerkhaus                                 | Forsten Forsten 30 Karte                                                    | Keller, Quertenne unter dem linken Giebel, Zugang durch den ehemaligen Dielenraum, unter einem hölzernen, halbhohen Abgang, der auch als Schrank ausgebildet ist. Unter der rechten Giebelseite neuere Tonne mit preußischer Kappendecke nicht ganz hoch, wahrscheinlich durch Aufschüttung des Bodens. Zugang über gewendelte Treppe aus dem rechten seitlichen Raum. In der abgewinkelten Treppe ehemaliger Brunnenschacht, heute verfallen. An der rechten Seite des Hauses ist ein alter Stall und ein Scheunengebäude angebaut. | 19. Jahrh.                                                         | 16.04.1991        | 116             |
| Wegekreuz                  | Wegekreuz                                                     | Forsten Forsten / Einmündung Höhenstraße Karte                              | Sandstein mit Ölfarbe verputzt, Sockel mit flacher Reliefdarstellung des kreuztragenden Christus und Hl. Wandel, ornamentierte Nische mit Reliefdarstellung der Mutter Gottes, Kreuz mit flachem Reliefkorpus, darüber Gott-Vater; flankiert von Stecksteinen mit Engelsköpfen. | A. 19. Jh.                                                         | 05.11.1992        | 120             |
| weitere Bilder             | Fachwerkhaus                                                  | Furth Wipperfürther Straße 520 Karte                                        | Zweigeschossiges Fachwerkhaus auf hohem Bruchsteinsockel mit Treppe, regelmäßige Gefache mit axialer Fensteranordnung, Giebelseite verschiefert, weitgehend gut erhaltener Originalzustand mit alter Holztür und Fensterläden; rückwärtige Backsteinscheune, linker Scheunentrakt erneuert. | um 1800                                                            | 12.01.1984        | 16              |
| weitere Bilder             | Wegekreuz                                                     | Furth Wipperfürther Straße 520 - im Garten, Westseite (Baudenkmal 16) Karte | Sandsteinkreuz, Sockel mit Inschrift und Jahreszahl, Nische mit flacher Reliefdarstellung der hl. Margarethe mit Kreuz und Drachen, Kreuz mit Steinkorpus | 1856                                                               | 12.01.1984        | 28              |
| BW                         | Fachwerkhof                                                   | Hembach Hembach 1 Karte                                                     | 2-geschossiger Fachwerkhof, Scheunentrakt T-förmig vor dem Wohnhaus gebaut, Fenster axial angeordnet, Giebelseite verschiefert, über der Eingangsachse kleiner Dreiecksgiebel, Scheunentrakt im EG aus Backstein, OG holzverschalt, große Ladeluke. | 1.H. 19.Jh.                                                        | 30.04.1984        | 93              |
| weitere Bilder             | Gutshof Herrenhöhe                                            | Herweg Herrenhöhe 11 Karte                                                  | 2-geschossiger verschieferter Fachwerkbau mit leicht vorkragendem OG, umbiegendem Kranzgesims und Krüppelwalmdach, doppelte Eingänge an den Traufseiten; Eingang zur Gartenseite hin neu überdacht. | 1. H. 19. Jh.                                                      | 12. Januar 1984   | 15              |
| weitere Bilder             | Grabkapelle u. Heckeneinfriedung                              | Herweg Herrenhöhe 11 Karte                                                  | Die Grabkapelle und die Heckeneinfriedung stellen einen wesentlichen Teil des ehemaligen Gutshofes Herrenhöhe dar. Innen eine Grabplatte mit Inschrift. | um 1945                                                            | 10. Dezember 2002 | 124             |
| weitere Bilder             | Wegekreuz                                                     | Johannesberg Johannesberg 15 Karte                                          | Wegekreuz; Sandsteinkreuz, Sockel mit Inschrift und Reliefdarstellung des Hl. Wandels, Muschelnische mit Marienrelief, Kreuz mit Reliefkorpus, bäuerlich naive Darstellung; flankierend zwei kleine Stecksteine mit verwitterten Engelsköpfen. | 2. H. 18. Jh.                                                      | 12.01.1984        | 39              |
| weitere Bilder             | Wegekreuz                                                     | Junkermühle Rothe Furth Karte                                               | Sandsteinkreuz, Sockel mit Inschrift und Jahreszahl, Muschelnische mit Reliefdarstellung des Hl. Wandels, darüber am Kreuzsockel Darstellung des schlafenden Petrus auf Golgatha, Kreuz mit Steinkorpus, bäuerliche Darstellung; flankiert von zwei Stecksteinen mit Engelsköpfen, halbrund von alten Buchenbäumen umstanden. | 1813                                                               | 12.01.1984        | 73              |
| weitere Bilder             | burgartige Villa                                              | Junkermühle Wipperfürther Straße 501 Karte                                  | burgartige 2-geschossige Villa, asymmetrischer Grund- und Aufriss, in der Mitte der Straßenfassade 3-geschossiger Turm mit Haubendach, überdachte Eingangsloggia aus Holz, Sandsteingewände, historisierende Schmuckformen in Renaissanceformen, Ankersplinte. | 1889                                                               | 20.09.1984        | 84              |
| Wegekreuz                  | Wegekreuz                                                     | Kaas Kaas 1 Karte                                                           | Wegekreuz, A. 19. Jh.; Sandstein, Sockel mit Reliefdarstellung der Hl. Margaretha mit Kreuz und Drachen, Kreuz mit Steinkorpus. | A. 19. Jh.                                                         | 12.01.1984        | 42              |
| weitere Bilder             | Wegekreuz                                                     | Kohlgrube Kohlgrube 12 Karte                                                | Votivkreuz, Sandstein, Sockel mit Inschrift und flacher Reliefdarstellung des Hl. Wandels, ornamentierte Nische mit Madonnenfigur, Kreuz mit Reliefkorpus; flankiert von zwei Stecksteinen mit Engelsköpfen. | 1788                                                               | 12.01.1984        | 66              |
| weitere Bilder             | Wegekreuz                                                     | Kohlgrube (gegenüber) Kohlgrube 17 Karte                                    | Votivkreuz, Sandstein verputzt, Sockel mit Inschrift und Jahreszahl, darüber Nische flankiert von Johannes und Maria, in der Nische „Auge Gottes“, darüber Kreuz mit Steinkorpus. | 1835                                                               | 12.01.1984        | 67              |
| weitere Bilder             | Wegekreuz                                                     | Körschsiefen Körschsiefen 1 Karte                                           | Sandsteinwegekreuz gegenüber der Hofanlage Reliefierte Darstellung der Hl. Maria als Schmerzensmutter (erhobenes Herz und Schwert) unter Muschelbaldachin in rundbogiger Aedicula. Hochrechteckiger Sockelstein mit annähernd quadratischem Querschnitt, auf der Vorderseite ehemals mehrzeilige Inschrift mit Datierung (heute nicht mehr lesbar, aber archiviert); darüber profilierte Kragplatte mit Sakramentskonsole. Über dem Mittelteil vorkragende Verdachung; darüber quadratischer Sockelblock für das einfache Balkenkreuz mit Kleeblattendungen und reliefierter Corpus. | 1743                                                               | 05.12.1991        | 118             |
| weitere Bilder             | Wegekreuz                                                     | Körschsiefen Körschsiefen 1; nördl. oberhalb der Hofanlage Karte            | Sandsteinwegekreuz, von zwei Linden flankiert. Auf einfacher, (heute) bodengleicher Platte aufsitzender hochrechteckiger Sockelquader mit querrechteckigem Querschnitt; die Vorderseite als erhobene Inschrifttafel abgesetzt gearbeitet: „IM KREUZ ALLEIN IST HEIL/GESCHWISTER MÜLLER/ZU KÖRSCHSIEFEN 1892“, darüber profilierte Kragplatte mit Expositionsplatte. Hierauf aufsitzend wiederum hochrechteckiger Mittelblock mit rundbogiger Expositionsnische. Bekrönt von auskragender geschwungener Deckplatte, darüber einfaches Balkenkreuz mit Dübellöchern für verlorenen Corpus. Am oberen Kreuzende erhobene Schrifttafel „INRI“. | 1892                                                               | 05.12.1991        | 119             |
| weitere Bilder             | Katholische Kirche                                            | Kürten Bergstraße Karte                                                     | Kath. Pfarrkirche St. Johann Baptist,1944, W 1950, Turm 12. Jh., klassizistische Hallenkirche aus Sandsteinquadern mit vorgesetztem gedrungenem romanischen Turm aus Bruchstein schlanke Rundbogenfenster, umbiegendes Kranzgesims aus Holz, an der Nordseite modern erweitert mit anschließenden Gemeinderäumen; Langhaus von 1844 nach Kriegszerstörungen 1950 wieder aufgebaut. | 12. J. (Turm), 1844, 1950                                          | 12.01.1984        | 1               |
| weitere Bilder             | Katholisches Pfarrhaus                                        | Kürten Bergstraße 35 Karte                                                  | Kath. Pfarramt; zweigeschossiges Fachwerkhaus mit axialer Fensterordnung, OG leicht vorkragend, Krüppelwalmdach, der rechte Teil Mitte des 19. Jh. erweitert. | 1771; M. 19. J. erw.                                               | 12.01.1984        | 2               |
| Fachwerkhaus Altberg. Haus | Fachwerkhaus Altberg. Haus                                    | Kürten Kirchplatz 3 Karte                                                   | Fachwerkhaus; zweigeschossiges Fachwerkhaus mit axialer Fenstereinteilung, klassizistischer Eingang, Seiten verschiefert, Krüppelwalmdach, | um 1820                                                            | 12.01.1984        | 20              |
| Wegekreuz                  | Wegekreuz                                                     | Kürten Friedhof Karte                                                       | Wegekreuz auf dem Friedhof, 1858, Votivkreuz, getreppter Sockel, Sandstein mit Inschrift, Muschelnische Kreuz mit Steinkorpus | 1858                                                               | 12.01.1984        | 21              |
| weitere Bilder             | Grabsteine alter Friedhof                                     | Kürten neben der Kirche Karte                                               | Neben der Kath. Pfarrkirche St. Johann Baptist auf den alten Kirchhof 24 Grabsteine. | 17. und 18. Jh.                                                    | 12.01.1984        | 22              |
| weitere Bilder             | Wegekreuz                                                     | Kürten Wipperfürther Straße/Bergstraße Karte                                | Wegekreuz; Votivkreuz, Sandstein, hoher Rechtecksockel mit Inschrift und Jahreszahl, darüber flache Rundbogennische mit Pieta-Relief, darüber Kreuz mit Steinkorpus. | 1875                                                               | 12.01.1984        | 24              |
| weitere Bilder             | Wegekreuz                                                     | Kürten Am Halfenberg/Hommermühle Karte                                      | Wegkreuz, 1851; Sandstein, Sockel mit Inschrift und Jahreszahl, Muschelnische, Steinkreuz mit Korpus | 1851                                                               | 12.01.1984        | 25              |
| Wegekreuz                  | Wegekreuz                                                     | Kürten Wipperfürther Straße / Am Hang Karte                                 | Wegekreuz, 1907; Votivkreuz, Sandstein, Sockel mit Inschrift und Jahreszahl, Muschelnische, Kreuz mit kleinem Metallkorpus. | 1907                                                               | 12.01.1984        | 26              |
| weitere Bilder             | Wegekreuz                                                     | Kürten neben Wermelskirchener Str. 23a Karte                                | Votivkreuz aus Sandstein in barockisierenden Formen, Sockel mit Inschrift, Fußplatte mit Engelskopf, darüber Relief mit Kopf der Schmerzhaften Mutter Maria, Kreuz mit Dreipassenden, Korpus aus Stein. | 1896                                                               | 12.01.1984        | 29              |
| weitere Bilder             | Fachwerkhaus                                                  | Hommermühle Hommermühle 1 Karte                                             | von dem ehem. Mühlengebäude außer dem Wohnhaus nichts erhalten; zweigeschossiger Fachwerkbau, traufseitig erschlossen, alte schlichte Holztür mit Sandsteintreppen; Fenster teilweise erneuert, jedoch in der Größe beibehalten; Fachwerk mit „wilden Männern“, eine Giebelseite mit neueren Fachwerkanbauten. | 2.H. 18.Jh.                                                        | 20.09.1984        | 85              |
| Fachwerkhaus               | Fachwerkhaus                                                  | Kürten Bergstraße 25 Karte                                                  | zweigeschossiges Fachwerkhaus, auf einem dem Gelände sich anpassenden Sockel, axiale Fensteranordnung, Krüppelwalmdach, Giebel verschiefert; an der Traufseite Ladeneinbau; trotzdem wegen der Lage gegenüber der Kirche von seinem Erscheinungsbild her als Denkmal zu betrachten. | 19.Jh.                                                             | 30.04.1985        | 99              |
| Fachwerkhaus               | Fachwerkhaus                                                  | Kürten Wermelskirchener Straße 20 Karte                                     | zweigeschossiges Fachwerkhaus, rückwärtig auf verputztem Bruchsteinsockel, traufseitig 2 Eingänge, Fenster axial angeordnet und später verändert; der rechte Teil (Nr. 20) in den 1930er Jahren stilistisch anpassend erweitert; zugehöriger Fachwerkschuppen. |                                                                    | 26.08.1985        | 97a             |
| weitere Bilder             | Fachwerkhaus                                                  | Kürten Wermelskirchener Straße 22 Karte                                     | zweigeschossiges Fachwerkhaus, rückwärtig auf verputztem Bruchsteinsockel, traufseitig 2 Eingänge, Fenster axial angeordnet und später verändert; der rechte Teil (Nr. 20) in den 1930er Jahres stilistisch anpassend erweitert; zugehöriger Fachwerkschuppen. |                                                                    | 30.04.1985        | 97b             |
| weitere Bilder             | Fachwerkhof                                                   | Nelsbach Nelsbachstraße 52 Karte                                            | Fachwerkhof, Wohnhaus 2-geschossig mit angebautem Schuppen, Mitteleingang an der Traufseite, spätklassizistische Türrahmung, Rückseite verputzt mit axialer Fensteranordnung. | 1. Hälfte 19. Jh.                                                  | 30.04.1985        | 101             |
| weitere Bilder             | Kriegergedächtnisstätte (Wegekreuz)                           | Oberhausen Karte                                                            | in S-Form eines Wegekreuzes auf Rechtecksockel zurückgestuft mit Inschriftplatte der Gefallenen, darüber Rundbogennische mit Flachrelief der Muttergottes mit Spitzbogengiebel darüber; hohes Steinkreuz mit Metallkorpus; Sandstein verputzt; | nach 1918                                                          | 08.04.1986        | 109             |
| weitere Bilder             | Wegekreuz                                                     | Oberkollenbach Karte                                                        | Sandstein auf zurückgestuften Rechtecksockel mit Inschrift und Datierung, darüber flachrunde Nische mit Flachrelief des Hl. Johannes, darüber kleines Steinkreuz mit Steinkorpus, teilweise zerstört. | 1851                                                               | 12.01.1984        | 60              |
| BW                         | Wegekreuz                                                     | Oeldorf Oeldorf 11 Karte                                                    | Votivkreuz aus Sandstein, Rechtecksockel mit Inschrift und Jahreszahl, neugotische Spitzbogennische, neugotisches schlichtes Steinkreuz mit Auge-Gottes-Darstellung. | 1871                                                               | 08.04.1986        | 105             |
| weitere Bilder             | Fachwerkhaus                                                  | Oeldorf Oeldorf 3 Karte                                                     | Das zweigeschossige Fachwerkhaus mit drei zu zwei Achsen und langgestreckten Satteldach stammt in jetzigen Erscheinungsform wohl aus de Mitte des vorigen Jahrhundert. Vordere Traufseite und hangseitiger Giebel sind wohl ursprünglich in großen Teilen verschiefert gewesen. Trotz der Veränderungen – im ehemaligen Stallbereich teilweise aufgemaltes Fachwerk und konstruktive Änderungen im Dachstuhl– kommt dem Gebäude Denkmalwert zu. | M. 19. Jh.                                                         | 22.07.1987        | 112             |
| weitere Bilder             | Katholische Kirche                                            | Offermannsheide Offermannsheider Straße Karte                               | Kath. Pfarrkirche St. Peter und Paul, 1882/1883 (Paschalis); Bruchsteinsaalkirche aus Grauwacke in neuromanischen Formen mit halbrunden Chor mit Dachreiter und vorgesetztem Westturm; im Innern Kreuzgratgewölbe, Ausstattung weitgehend neu. | 1882/1883                                                          | 12.01.1984        | 8               |
| weitere Bilder             | Katholisches Pfarrhaus                                        | Offermannsheide Offermannsheider Straße 180 Karte                           | Kath. Pfarrhaus; zweigeschossig auf nahezu quadratischem Grundriss, EG Bruchsteinverputzt mit Steingewänden, im OG Fachwerk verschiefert, Rückseite erneuert (Fenster zugemauert und Tür verändert), Walmdach. | 1794                                                               | 12.01.1984        | 9               |
| weitere Bilder             | Friedhofskreuz                                                | Offermannsheide Friedhof Karte                                              | Friedhofskreuz; Sockel mit kreuzförmigem Grundriss, Kreuz neugotisch mit Marmortafel, Kreuz mit Dreipassenden und Steinkorpus. | Ende 19. Jh.                                                       | 12.01.1984        | 77              |
| weitere Bilder             | Katholische Kirche St. Margareta                              | Olpe Hauptstraße 23 Karte                                                   | Bsp. für eine vollständig erhaltene dreischiffige, neugotische Backsteinhallenkirche der Jahrhundertwende mit flachem Querhausarmen, dreiseitiger Chorapsis und vorgesetztem Westturm; zeitgenössische Innenausstattung vollständig erhalten mit Kanzel, Hauptaltar, Chorschranken, Seitenaltären, Beichtstühlen, Orgelempore und Orgelprospekt. | 1895-1904                                                          | 12.01.1984        | 10              |
| weitere Bilder             | Kreuzkapelle mit Friedhof                                     | Olpe Hauptstraße 24 Karte                                                   | einschiffiger Bruchsteinbau mit verschiefertem Satteldach und Dachreiter, Vorgängerbau der heutigen Kath. Pfarrkirche St. Margaretha, die 1896–98 bis auf die ehem. Kreuzkapelle endgültig abgebrochen wurde; das romanische Portal des ehem. Langhauses wurde vorgeblendet; 1925 Ausmalung des Innern. | 1500-1527, 1901, 1925                                              | 12.01.1984        | 11              |
| sog. „Burg“                | sog. „Burg“                                                   | Olpe Zum Wiedenhof 4 Karte                                                  | ehem. Wasseranlage (Wassergräben zugeschüttet); zweigeschossige, ehem. Hofanlage, Haupthaus Bruchstein (verputzt) mit großen Werkstein gerahmten Fenstern im EG, Eingang hofseitig, klassizistische Türrahmung, alte Holztür mit Löwenköpfen und Oberlicht. | 17. Jh.                                                            | 12.01.1984        | 14              |
| weitere Bilder             | Wegekreuz                                                     | Olpe Kürtener Straße/Höhenstraße Karte                                      | in Sandstein, auf polygonalem Treppenunterbau und Sockel mit schlichtem neugotischen Spitzbogennischen, darüber etwas verkleinerter Teil mit Flachreliefdarstellungen der Maria, der hl. Margaretha und des hl. Apollinaris, rückwärtig Inschrift (stark verwittert), auf der Krönung hohes Steinkreuz mit Steinkorpus | Ende 19. Jh.                                                       | 12.01.1984        | 31              |
| Wegekreuz                  | Wegekreuz                                                     | Olpe Kotterhof 43a Karte                                                    | Wegekreuz, 1837; Fußfall, ehem. Kreuzwegstation aus Sandsteinblöcken errichtet, Sockel mit breitem Bänderputz und Inschrift (Rennofatum 1837) darüber Rundbogennischen an der Vorder- und Rückseite, in der Vorderseite Kreuzigungsdarstellung, auf der Rückseite Grablegung (18. Jh.), als Abschluss halbkreisförmiger Giebel mit Kugel und Metallkreuz. | 1837                                                               | 12.01.1984        | 37              |
| weitere Bilder             | Wegekreuz                                                     | Olpe Kürtener Straße Karte                                                  | Wegekreuz, Sandstein, Sockel mit Inschrift und Jahreszahl, altes Allianzwappen der Freiherren von Landsberg mit Jahreszahl 154?. | Mitte 16. Jh., 1889 neu errichtet                                  | 12.01.1984        | 38              |
| weitere Bilder             | Wegekreuz                                                     | Olpe Zum Wiedenhof/Höhenstraße Karte                                        | In Einzelteilen herumliegendes Wegekreuz, Sandstein, Sockel mit Inschrift und Reliefdarstellung des Hl. Wandels, Nische mit Mariendarstellung, Kreuz mit Steinkorpus; bestehend aus sechs Teilen, Bemerkung: wurde inzwischen restauriert und wieder aufgestellt. | A. 19. Jh.                                                         | 12.01.1984        | 40              |
| BW                         | Wegekreuz                                                     | Olpe Hörnen Karte                                                           | Votivkreuz, auf rechteckigem zurückgestuftem Sockel mit Inschrift und Datierung, darüber weit ausladende Konsole mit flachrunder Nische, flankiert von Maria und Jesus, darüber hohes Steinkreuz mit Steinkorpus; Reste einer Fassung erkennbar. | 1848                                                               | 12.01.1984        | 43              |
| Wegekreuz                  | Wegekreuz                                                     | Olpe Zum Wiedenhof Karte                                                    | Wegekreuz, Sandstein, Sockel mit dem Wappen der Freiherren von Landsberg, ornamentierte Muschelnische mit Pottonköpfen, später ergänztes Steinkreuz mit kleinem Steinkorpus. |                                                                    | 12.01.1984        | 57              |
| weitere Bilder             | Wegekreuz                                                     | Olpe gegenüber Zum Wiedenhof 20/20a Karte                                   | Wegekreuz, 1848 (?) (Anmerk.: Inschrift „1743“!), Votivkreuz, auf rechteckigem zurückgestuftem Sockel mit Inschrift und Datierung, darüber weitausladende Konsole mit flachrunder Nische, flankiert von Maria und Jesus, darüber hohes Steinkreuz mit Steinkorpus; Reste einer Fassung erkennbar. | 1848 (?) (Inschrift: „1743“!)                                      | 12.01.1984        | 58              |
| Wegestock                  | Wegestock                                                     | Olpe Löbusch Karte                                                          | Votivbildstock, Sandstein verputzt, breiter gedrungener Rechtecksockel mit Inschrift und Jahreszahl, darüber breite Muschelnische mit Reliefdarstellung einer Monstranz, halbrunder Giebelaufsatz mit Steinkreuz. | 1730                                                               | 12.01.1984        | 78              |
| weitere Bilder             | Fachwerkhaus, Gaststätte                                      | Olpe Hauptstraße 26 Karte                                                   | ehem. Fachwerkhof, Haupthaus zweigeschossig, in sieben Achsen mit Mitteleingang, Straßenfassade verschiefert (teils Zierschiefer), großer Dreiecksgiebel, Giebel- und Rückseite fachwerksichtig. | 1. Hälfte 19. Jh.                                                  | 20.09.1984        | 83              |
| weitere Bilder             | Turm des Feuerwehrgerätehauses                                | Olpe Hauptstraße 32a Karte                                                  | Der im Fachwerkstil erbaute Turm zum Trocknen von Feuerwehrschläuchen ist ortsbildprägender Bestandteil des denkmalgeschützten Ensembles hier von Olpe. | 1930er Jahre                                                       | 06.09.1989        | 115             |
| weitere Bilder             | Sieben Fußfälle auf dem Friedhof Olpe                         | Olpe Friedhof Karte                                                         | Sieben Fußfallstationen mit quaderf. Sockeln, Reliefs, Segmenthauben und Christogrammen; Station I mit der Inschrift: „ANNO 1743 diese sieben Fußfal zu Ehren des bitteren Leidens und Sterbens Christi Jesu hat geben Herr Johan Theodor Büchel Bürger und Ratsherr der freien Reichsstatt Cöllen“ | 1743 (Station I datiert)                                           | 06.05.1993        | 121             |
| Fachwerkhaus               | Fachwerkhaus                                                  | Olpe Hauptstraße 20 Karte                                                   | Zweigeschossiges langgestrecktes Fachwerkhaus, der Östliche Trakt wurde später ergänzt (heute Denkmal 82b), Fenster verändert, Giebelseite verschiefert. | Anfang 19. Jh.                                                     | 20.09.1984        | 82a             |
| Fachwerkhaus, Gaststätte   | Fachwerkhaus, Gaststätte                                      | Olpe Hauptstraße 22 Karte                                                   | östl. Trakt des zweigeschossigen langgestreckten Fachwerkhauses, der später als der westl. Trakt (heute Baudenkmal 82a) entstand. | Anfang 19. Jh.                                                     | 20.09.1984        | 82b             |
| weitere Bilder             | Altes Pfarrhaus; ehem. Rathaus                                | Olpe Hauptstraße 27 Karte                                                   | Das ursprünglich 1907 als Rathaus für die Bürgermeisterei Olpe errichtete Bruchsteingebäude wurde 1935 von der kath. Gemeinde als Pfarrhaus erworben. Es ist ortsbildprägender Bestandteil des denkmalgeschützten Ensembles. | 1907                                                               | 04.05.1987        | 110             |
| weitere Bilder             | Altes Schulgebäude                                            | Olpe Hauptstraße 34 Karte                                                   | Das Schulgebäude ist ortsbildprägender Bestandteil des denkmalgeschützten Ensembles. | 1911                                                               | 22.07.1987        | 113             |
| weitere Bilder             | Wegekreuz                                                     | Olpermühle Olpermühle 8 Karte                                               | Votivkreuz, Sandstein, Sockel mit Inschrift und Jahreszahl, darüber halbrunde Nische mit freistehender Madonnenfigur, Kreuz mit kleinem Metallkorpus. | 1886                                                               | 12.01.1984        | 36              |
| weitere Bilder             | Wegekreuz                                                     | Petersberg im Feld Karte                                                    | Wegekreuz, von vier Linden umgebenes Wegekreuz, Sandstein geschlämmt, auf rechteckigem zurückgestuften Sockel mit Inschrift und Datierung, darüber flache Rundbogennische, mit Flachrelief des Hl. Johannes, darüber Steinkreuz mit Steinkorpus; teilweise farbig gefasst, | 1860                                                               | 12.01.1984        | 32              |
| weitere Bilder             | Wegekreuz                                                     | Petersberg im Ort Karte                                                     | Wegekreuz, Sandstein, teilweise geschlämmt, ehem. Inschrifttafel verputzt, Rechtecksockel mit Spitzbogennische und Weihwasserkonsölchen; hohes Steinkreuz mit Dreipassenden, Steinkorpus teilweise gefasst | Ende 19. J.                                                        | 12.01.1984        | 33              |
| weitere Bilder             | Wegekreuz                                                     | Richerzhagen Richerzhagen 56 Karte                                          | Gemauerte Bruchsteinquader mit Walmdach, darin Nische mit schmiedeeisernem Gitter, mit Jahreszahl 1700 und herzförmiger Öffnung, darüber eingelassenes Sandsteinrelief mit den „Arma Christi“. | 1700; A. 20.Jh.                                                    | 30.04.1985        | 91              |
| weitere Bilder             | Wegekreuz                                                     | Schmitte bei Olpe Schmitte 18 Karte                                         | Wegekreuz; Sandstein, Sockel mit Inschrift und Jahreszahl, Muschelnische mit Hl. Wandel; schlichtes Steinkreuz ohne Korpus (20.Jh.);Reste des ehem. Steinkreuzes liegen daneben. | 1809                                                               | 12.01.1984        | 70              |
| weitere Bilder             | Fachwerkhaus                                                  | Schmitte Kölner Straße 40 Karte                                             | 2-geschossiges, verschiefertes Fachwerkhaus mit axialer Fensteranordnung, Krüppelwalmdach; laut Mitteilung des Rheinischen Amtes für Denkmalpflege vom 17.4.84 ist nur das Haus denkmalwert. | Mitte 19. Jh.                                                      | 30.04.1985        | 94              |
| weitere Bilder             | Wegekreuz                                                     | Schultheismühle Karte                                                       | Wegekreuz; Sandstein, Sockel mit Inschrift, Jahreszahl und flacher Reliefdarstellung des Hl. Wandels, Muschelnische mit Madonnenrelief, Kreuz mit Reliefkorpus; Sandstein mit Versteinerungseinschliffen; Teile eines gleichaltrigen Wegekreuzes als Pfeiler vorgestellt. | 1780                                                               | 12.01.1984        | 35              |
| weitere Bilder             | Fachwerkhaus                                                  | Schultheismühle Schultheismühle 10 Karte                                    | 3-geschossiges Fachwerkhaus, mit leicht vorkragendem Obergeschoß, Fenster axial angeordnet mit 2 Türeingängen an der hinteren Traufseite, klassizistische Türrahmung; Fachwerk nach Brand an der linken Giebelseite teilweise erneuert und ausgebessert; im Sockelstein mit Jahreszahl 1782; Gewölbekeller; ehem. Backes aus Fachwerk. | 2. H. 18. Jh.                                                      | 30.04.1985        | 88              |
| weitere Bilder             | Wegekreuz                                                     | Selbach Mittelselbach Karte                                                 | Wegekreuz, z. H. 18. Jh., Sandstein auf rechteckigen Sockel, zweiteiliger Aufbau mit ausladender Konsole, flachrunde Muschelnische mit Flachrelief des Hl. Petrus umgeben von Rankenmotiven, darüber flachreliefiertes Sandsteinkreuz mit Darstellung des Hl. Geistes, Christus am Kreuz und Gott Vater; das Kreuz wird flankiert von zwei Stecksteinen mit Puttenköpfen. | z. H. 18. Jh.                                                      | 12.01.1984        | 65              |
| weitere Bilder             | Wegekreuz                                                     | Selbach Selbach 7 Karte                                                     | Wegekreuz; Neugotische Rundbogennische mit kleiner vollplastischer Pietádarstellung, darüber Steinkreuz mit Dreipassenden und Korpus aus Metall. | 1905                                                               | 12.01.1984        | 68              |
| weitere Bilder             | Kapelle St. Jakobus mit Kreuzweg (sieben Fußfälle)            | Spitze Wipperfürther Straße Karte                                           | 1667; verputzt, dreiseitige Apsis, Holzgewände bei Türen und Fenstern, vorkragendes Satteldach mit Dachreiter, Holztür; im Innern Holzaltar 18.Jh.; stark renoviert; westlich der Kapelle Wegekreuz von 1842 (s. Nr. 81), Votivkreuz, Sandstein, Sockel mit Inschrift, Muschelnische mit Jakobusfigur, Kreuz mit Steinkorpus; östlich der Kapelle Votivkreuz von 1840, Sandstein in Form der Kreuzwegstation, Nische mit Relief (Engelserscheinung mit Kelch und Jakobus (s. Nr. 80); daran anschließend Kreuzweg mit sechs Stationen von 1841) | 1667; 1841                                                         | 12.01.1984        | 6               |
| weitere Bilder             | Wegekreuz                                                     | Spitze Bölinghoven 25 Karte                                                 | Wegekreuz; Sandstein, Sockel mit Inschrift und Jahreszahl, Muschelnische mit Madonnenrelief, Kreuz mit Steinkorpus | 1829                                                               | 12.01.1984        | 52              |
| weitere Bilder             | Votivkreuz (Teil des Kreuzweges, sieben Fußfälle) siehe Nr. 6 | Spitze östlich der Kapelle Karte                                            | Votivkreuz von 1840 östlich der Kapelle, Sandstein in Form der Kreuzwegstation, Nische mit Relief (Engelserscheinung mit Kelch und Jakobus) | 1840                                                               | 28.03.1984        | 80              |
| weitere Bilder             | Wegekreuz                                                     | Spitze westlich der Kapelle Karte                                           | Wegekreuz von 1842 westlich der Kapelle, Votivkreuz, Sandstein Sockel mit Inschrift, Muschelnische mit Jakobusfigur, Kreuz mit Steinkorpus | 1842                                                               | 28.03.1984        | 81              |
| weitere Bilder             | Wegekreuz (Hofkreuz)                                          | Spitze Bensberger Str./Am Kloster Karte                                     | mehrf. gestufter Sockel mit Nische nach oben als Muschel geformt; darin eine Marienfigur, gesichert über ein gewölbtes Metallgitter; Kreuz aus Stein mit Metallkorpus. | 1901                                                               | Gelöscht 2009     | 125             |
| weitere Bilder             | Fachwerkhaus „Steegerhof“                                     | Steeg (Kürten) Wipperfürther Straße 147 Karte                               | Fachwerkhaus; Fachwerk, 2-geschossig, leicht vorkragendes OG, Fenster im 19. Jh. vergrößert, seitlich und rückwärtig angebaut; Fachwerkschuppen. | 2. H. 18. Jh.; 19. Jh. erw.                                        | 12.01.1984        | 17              |
| BW                         | Wegekreuz                                                     | Unterbörsch Karte                                                           | Wegekreuz; Sandstein, Sockel mit Inschrift und Jahreszahl, flache Rundbogennische mit Johannes und Maria, geschlämmt. | 1873                                                               | 12.01.1984        | 62              |
| BW                         | Wegekreuz/Grabplatte                                          | Wachteln Karte                                                              | Grabplatte von 1783 vom Olpener Friedhof; Sandsteinplatte, durch Ornamentband zweigeteilt, links Inschrift mit Jahreszahl, rechte Kreuzigungsszene; Wegekreuz Ende des 19. Jh. in Einzelteile zerlegt daneben. | Grabplatte: 1783; Wegekreuz 1881                                   | 12.01.1984        | 34              |
| weitere Bilder             | Fachwerkhof                                                   | Wachteln Wachteln 4 Karte                                                   | Fachwerkhof, Wohnhaus 2-geschossig mit axialer Fensteranordnung und Mitteleingang mit klassizistischer Türrahmung: Dreiecksgiebel mit Ladeluke, Krüppelwalmdach; Beispiel für einen weitgehend original erhaltenen Fachwerkhof der Zeit. | um 1840                                                            | 26.08.1985        | 98              |
| Wegekreuz                  | Wegekreuz                                                     | Waldmühle gegenüber Wipperfürther Straße 347 Karte                          | Votivkreuz, Sandstein, auf rechteckigem zurückgestuftem Sockel mit Inschrift, schlichtes Steinkreuz mit Steinkorpus, ehem. geschlämmt. | A. 19. Jh.                                                         | 12.01.1984        | 30              |
| weitere Bilder             | Kapelle St. Anna                                              | Weiden Einmündung Weidener Straße in Kölner Straße (B 506) Karte            | Kapelle St. Anna, 1845; Kapelle des frühen 16. Jh., A. des 18. Jh. restauriert, nach Brand 1836 unter Verwendung von Teilen der Umfassungsmauer neu aufgebaut; kleiner Bruchsteinbau mit dreiseitiger Apsis, an den Längsseiten je zwei Rundbogenfenster, über der Giebelwand Dachreiter. | 1845                                                               | 12.01.1984        | 3               |
| weitere Bilder             | Wegekreuz                                                     | Weier Weier 40 Karte                                                        | Wegekreuz; Sandstein geschlämmt, auf rechteckigem zurückgestuftem Sockel mit Inschrift und Datierung (kaum leserlich), flacher Muschelnische mit Flachrelief der schmerzreichen Mutter, kleines Steinkreuz auf hohem Sockel mit Steinkorpus; etwas zurückversetzt flankierend zwei Stecksteine mit Puttenköpfen. | H. 19. Jh                                                          | 12.01.1984        | 41              |
| BW                         | Wegekreuz                                                     | Winterschladen Winterschladen 1 Karte                                       | Votivkreuz, Sandstein geschlämmt, Sockel mit Inschrift und Jahreszahl, Muschelnische mit Flachrelief der Hl. Achetta (?), schlichtes Steinkreuz mit neuem Metallkorpus; blechüberdacht, Bemerkung: Dach nicht mehr vorhanden. | 1814                                                               | 12.01.1984        | 44              |
| weitere Bilder             | St.-Maternus-Kapelle                                          | Schnappe St.-Maternus-Eck Karte                                             | aus weiß gestrichenem Bruchsteinmauerwerk errichtet, längsrechteckigen Grundriss, Seitenwände mit jeweils einem rundbogigen Fenster mit einer Fensterbank aus Stein. In der schmalen Frontseite befindet sich die Eingangstür. Die fensterlose Apsis schließt dreiseitig. In ihr steht ein fest eingefügter Altar mit einer ungewöhnlich dicken Mensa. In die Apsisrückwand ist oberhalb der Altarmensa eine Nische eingetieft. In dieser steht eine Holzskulptur des hl. Maternus mit Mitra, Bischofsstab und einer Kirche in der Hand. An der rechten Kapellenwand hängt ein hölzernes Kruzifix. Vor dem Altarraum steht eine Kniebank (A. 20. Jh.).Neben der östlichen Längsseite der Kapelle befindet sich ein mit unverputzten Bruchsteinen ummauerter Brunnen. | 1. H. 19. Jh.                                                      | 4. Juli 2016      | 126             |

## Ehemalige Baudenkmäler
| Bild | Bezeichnung          | Lage                                  | Beschreibung | Bauzeit | Eingetragen seit           | Denkmal- nummer |
| ---- | -------------------- | ------------------------------------- | --- | ------- | -------------------------- | --------------- |
|      | Wegekreuz -gelöscht- | Oeldorf                               | |         |                            | 104             |
|      | Wegekreuz -gelöscht- | Engeldorf Offermannsheider Straße 154 | |         |                            | 108             |
| BW   | Wegekreuz            | Richerzhagen Richerzhagen 59 Karte    | Neues Wegekreuz, von dem ehem. Kreuz erhalten: eine Sandsteintafel in Rundbogenform mit Relief des Hl. Wandels und Christus am Kreuz mit Landknecht |         | 30.04.1985 (wird gelöscht) | 90              |